# Vodka (Giaime)
Vodka è un singolo del rapper italiano Giaime, pubblicato il 19 dicembre 2019.

## Tracce
1. Vodka – 2:22